# Наваль-Хирбес, Иосифа
Иосифа (Хосефа, Жозепа) Наваль Хирбе́с (исп. Josefa Naval Girbés, кат. Josepa Naval i Girbés; 11 декабря 1820, Альхемеси, Испания — 24 февраля 1893, там же) — блаженная Римско-католической церкви, дева, член Секулярного ордена Босых кармелитов (OCDS).

## Биография
Жозепа (Иосифа) Навал-Хирбес родилась 11 декабря 1820 года в Альхемеси в провинции Валенсия в Испании. Она была старшим ребенком из пяти детей в семье крестьян Франсиско Наваля и Марии Жозепы (Хосефы) Хирбес. В 8 лет Пепа (так звали её близкие) получила Миропомазание, а через год — Первое Причастие. Некоторое время она посещала школу, расположенную возле дома, где научилась читать и писать, вышивать золотом по шёлку.
19 июня 1833 года скончалась её мать и вскоре семья переехала к тёте по материнской линии. Жозепа была вынуждена прервать обучение, чтобы помогать по хозяйству. Вместе с тем, она вела благочестивую жизнь, ежедневно причащаясь и помогая приходу. По благословению духовника - приходского священника Каспара Сильвестре - 4 декабря 1838 года Жозепа принесла частный обет целомудрия. В 1847 году умерла тётя и она приняла на себя заботы об отце и дяде-инвалиде.
В 1850 году Жозепа получила благословение собрать в своем доме подруг, составивших вместе с ней общину. Вместе они занимались катехизацией и образованием детей из бедных семей, образовывали молитвенные группы из замужних женщин и вдов. Жозепа обучала девочек и девушек шитью и вышивке, чтобы они могли обеспечить себя, занимаясь этим ремеслом. Как член Конференции Святого Викентия она посещала больных бедняков и заключенных женщин.
Позднее Жозепа вступила в Третий Орден Богоматери Кармельской и Святой Терезы или Секулярный Орден Босых Кармелитов (OCDS). Особой заботой она окружала сирот и бездомных. В 1885 году во время эпидемии холеры Жозепа ухаживала за больными. Она скончалась 24 февраля 1893 года в Альхемеси в Испании. Её похоронили на местном кладбище при большом скоплении народа.

## Почитание

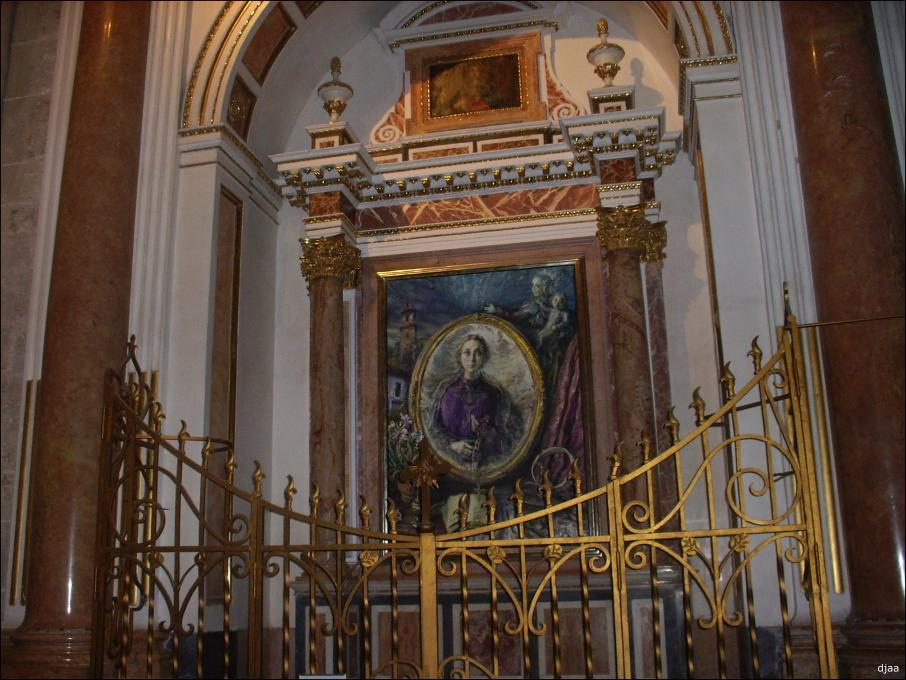
Мощи Бл. Иосифы Наваль-Хирбес в базилике Святого Иакова в Альхемеси

С 1946 года святые мощи подвижницы находятся в приходской церкви, в базилике Святого Иакова в Альхемеси. Римский папа Иоанн Павел II 25 сентября 1988 года в Риме причислил её к лику блаженных. 
Литургическая память ей совершается 24 февраля и отдельно в архиепархии Валенсии 6 ноября и в первое воскресенье после этой даты.